# Бакасир, Али Ахмед
Али бин Ахмед бин Мохаммед Бакасир (араб. علي أحمد باكثير;
21 декабря 1910, Сурабая — 10 ноября 1969, Каир) — египетский поэт, драматург и прозаик хадрамаутского происхождения, рождённый на территории современной Индонезии.

## Биография и творчество
Выходец из семьи из Саудовской Аравии. Писал стихи с 13-летнего возраста. Овдовев, покинул Хадрамаут около 1931 года и перебрался в Аден, затем Сомали, Эфипию, Хиджаз и Египет. Осев в последнем, закончил Университет Фуада I и педагогический институт, после чего работал учителем английского языка в Мансуре и Каире на протяжении 14 лет. С 1955 года был сотрудником Министерства культуры, откуда перешёл в Совет по древностям.
Печатался с 1934 (социальная драма «Рыцарь, или В столице песков»). Автор более 30 пьес в стихах и прозе, преимущественно исторического содержания: «Эхнатон и Нефертити» (1940), «Ибрагим-паша ‒ борец за арабское единство» (1945), «Трагедия Эдипа» (1949) и др. Событиям современной жизни Египта посвящены социальная комедия «Гвоздь Гохи» (1952), антисионистская пьеса «Новый Шейлок» (1945), написал исторический роман «Жизнь Шуджаа».
Умер в результате сердечного приступа.